# FC FCSB 6–0 FC Dinamo București
Primul meci dintre FCSB și FC Dinamo București din Liga I 2021-2022 s-a jucat pe 12 septembrie 2021 pe Arena Națională. FCSB a câștigat meciul cu scorul de 6-0, marcând cel mai mare eșec suferit vreodată de Dinamo București în Liga I, dar și cea mai mare diferență de scor în Eternul derby. De asemenea, aceasta este a doua oară în istorie când Dinamo încasează șase goluri în campionat, prima oară întâmplându-se în 2014, într-un meci pierdut 1-6 cu Astra Giurgiu.

## Context
Rivalitatea dintre cele două echipe bucureștene este una bine definită în fotbalul românesc, cele două fiind cele mai titrate cluburi de fotbal din România. Meciurile dintre cele două echipe sunt cunoscute sub numele de Eternul derby. Între timp, din cauza problemelor financiare, Dinamo a devenit o echipă care încearcă mai mult să supraviețuiască, clubul luptându-se în ultimii ani să se salveze de la retrogradare, față de FCSB care s-a luptat aproape în fiecare an pentru câștigarea titlului.
Ambele echipe sufereau o cădere de formă în campionat, FCSB venind după 3 meciuri fără victorie (ultimul meci pierdut 1-4 contra lui CFR Cluj), iar Dinamo după 4 înfrângeri consecutive, cele două echipe ocupând locurile 8, respectiv 14 în clasament după 7 etape disputate. Meciul a avut loc în etapa a VIII-a, după pauza cauzată de meciurile echipei naționale și, între timp, cluburile au efectuat transferuri importante. Pentru FCSB au semnat Valentin Gheorghe, Constantin Budescu și Claudiu Keșerü, ultimii doi fiind jucători exponențiali în trecut pentru echipă; Dinamo a scăpat de interdicția la transferuri cauzată de restanțele salariale, și a adus masiv jucători printre care Gabriel Torje (fost fotbalist la club), Cătălin Itu, Plamen Iliev și Cătălin Țîră.

## Meciul

### Selecția echipelor
Antrenorul lui FCSB, Edward Iordănescu, a ales o formulă de joc diferită față de cea din ultima partidă cu CFR Cluj, încheiată 4-1 pentru clujeni. În sistem de joc 4-3-3, Andrei Vlad a ocupat postul de portar. Fundașii centrali, Paulo Vinícius și George Miron au început partida, Miron fiind ales în locul lui Iulian Cristea care început drept milocaș central. Fundașii laterali au fost aceiași, Valentin Crețu pe partea dreaptă și Risto Radunović pe partea stângă. Linia de mijloc (de la dreapta la stânga), a fost modificată, Olaru-Cristea-Oc. Popescu  fiind preferată față de Olaru-Ov. Popescu-Oaidă din partida cu CFR Cluj. În atac, Florin Tănase s-a accidentat în partida cu CFR Cluj și a lipsit din lot, astfel că trio-ul din atac a fost Cordea (dreapta)-Keșerü (centru)-Gheorghe (stânga), ultimii doi fiind transferați recent. Constantin Budescu s-a accidentat la antrenamente și nu a putut fi folosit.
Antrenorul câinilor, Dario Bonetti, a ales să facă patru modificări față de meciul anterior cu FC Argeș. În același sistem de joc, 4-3-3, Mihai Eșanu a început în poartă. Linia defensivă a rămas neschimbată, de la stânga la dreapta: Amzar-Grigore-Giafer-Radu. La mijloc, Steliano Filip a revenit în primul unsprezece și a început în stânga, Alexandru Răuță a jucat în centru, iar Cătălin Itu în dreapta. Jucătorii din atac au fost modificați, Bonetti folosind și jucătorii nou-veniți, astfel că Sorescu-Torje-Matei a început față de Sorescu-Moldoveanu-Mihaiu din partida cu FC Argeș.

### Rezumat

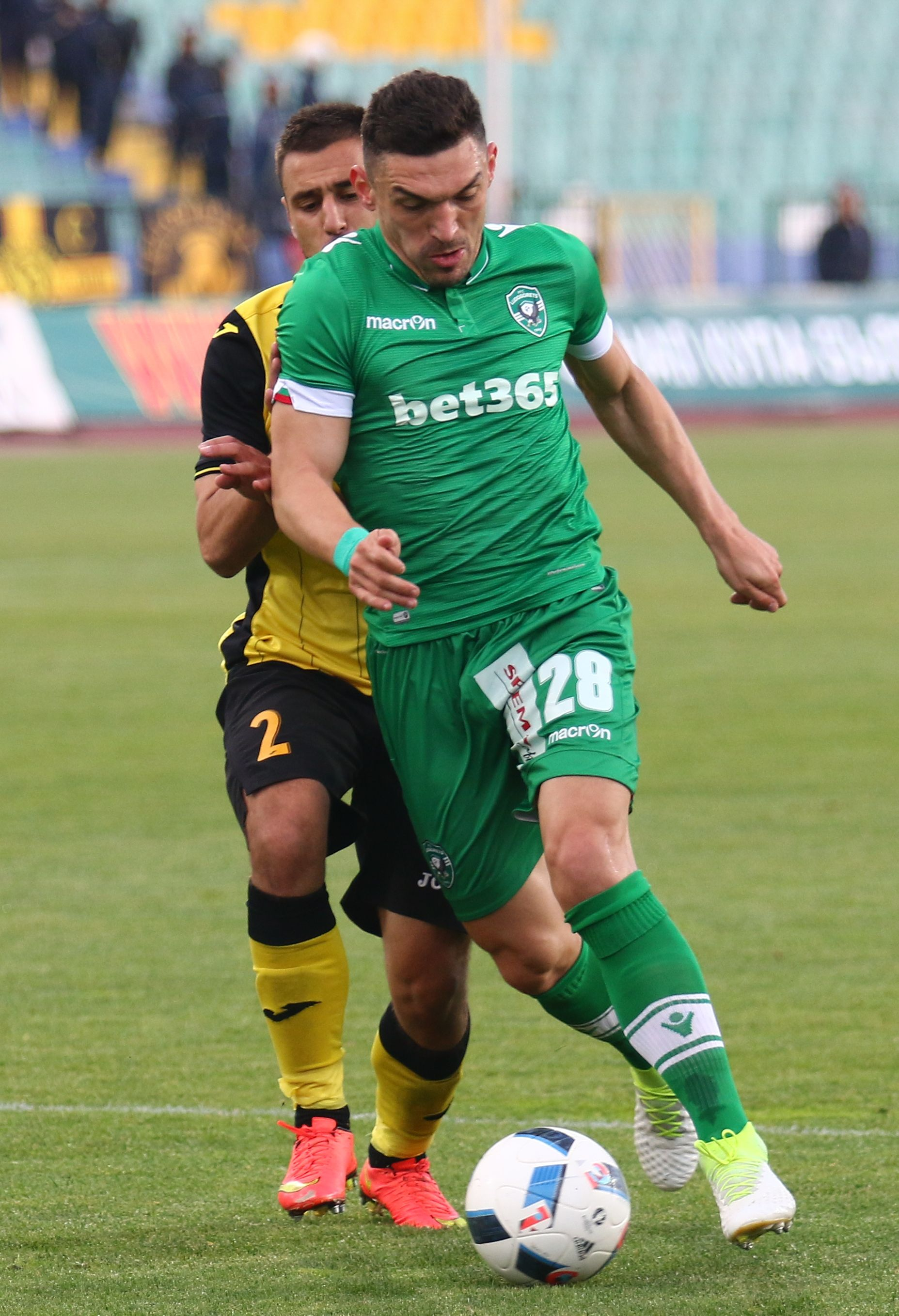
Claudiu Keșerü a deschis scorul pentru FCSB din lovitură liberă după revenirea la echipă

#### Prima repriză
Meciul a început în jurul orei 21:00 EEST în fața unei mulțimi de 36.147 de spectatori pe Arena Națională, fiind permis accesul la doar 75% din capacitatea stadionului din cauza pandemiei de COVID-19. FCSB a deschis scorul în minutul 26, când Keșerü a trimis mingea dintr-o lovitură liberă de la marginea careului în vinclul drept al porții, peste Eșanu. În minutele următoare, FCSB a controlat ușor jocul, posesia fiind 57%-43% în favoarea roș-albaștrilor. În minutul 37, Steliano Filip de la Dinamo a comis un fault dur și a fost eliminat direct de către arbitrul István Kovács, dinamoviștii contestând decizia. Șase minute mai târziu, Octavian Popescu mărește diferența la 2-0 pentru FCSB, el înscriind din careul mic după o pasă primită de la Andrei Cordea. În minutul 45+2, Paulo Vinícius duce scorul la 3-0 pentru FCSB, după ce a trimis cu capul în plasă o minge venită din lovitură liberă. În minutul 45+7, Mihai Eșanu îl faultează în careu pe Darius Olaru, iar Cordea marchează din penalti pentru a mări diferența la 4-0.

#### A doua repriză
A fost nevoie de aproape 10 minute din repriza a doua pentru a se marca din nou, Claudiu Keșerü trimițându-i o pasă în adâncime lui Valentin Gheorghe, acesta înscriindu-și și el numele pe lista de marcatori în minutul 55, după o acțiune individuală în careu și un șut peste Eșanu din partea dreaptă. În minutul 64, Keșerü a fost implicat din nou atunci când a avut șansa de reuși o dublă din lovitură liberă, însă șutul său a trecut pe lângă bara dreaptă. Trei minute mai târziu, Olaru centrează dintr-o lovitură liberă din partea dreaptă a careului, de unde George Miron reia și Ricardo Grigore deviază spre propria poartă pentru ca scorul să devină 6-0 pentru FCSB. În minutul 75, Octavian Popescu de la FCSB se accidentează și este înlocuit de Adrian Șut.

### Detalii
| FCSB                                                                                 | 6–0    | Dinamo |
| ------------------------------------------------------------------------------------ | ------ | ------ |
| Keșerü 26' Oc. Popescu 43' Vinícius 45+2' Cordea 45+7' (pen.) Gheorghe 54' Miron 67' | Raport |        |

| FCSB | Dinamo București |

| P                 | 99 | Andrei Vlad       |     |     |
| FD                | 2  | Valentin Crețu    | 14' | 65' |
| FC                | 55 | Paulo Vinícius    |     |     |
| FC                | 4  | George Miron (c)  | 80' |     |
| FS                | 33 | Risto Radunović   |     |     |
| MC                | 27 | Darius Olaru      |     |     |
| MC                | 17 | Iulian Cristea    |     | 65' |
| MC                | 9  | Octavian Popescu  |     | 76' |
| ED                | 98 | Andrei Cordea     |     | 68' |
| AC                | 28 | Claudiu Keșerü    | 63' | 76' |
| ES                | 22 | Valentin Gheorghe |     |     |
| Rezerve:          |    |                   |     |     |
| P                 | 1  | Cătălin Straton   |     |     |
| F                 | 6  | Denis Haruț       |     | 65' |
| F                 | 77 | Sorin Șerban      |     |     |
| M                 | 30 | Alexandru Musi    |     | 76' |
| M                 | 26 | Răzvan Oaidă      |     |     |
| M                 | 23 | Ovidiu Popescu    |     | 65' |
| M                 | 8  | Adrian Șut        |     | 76' |
| A                 | 19 | Ianis Stoica      |     | 68' |
| A                 | 13 | Andrei Dumiter    |     |     |
| Antrenor:         |    |                   |     |     |
| Edward Iordănescu |    |                   |     |     |

| P             | 12 | Mihai Eșanu       |       |     |
| FD            | 3  | Andrei Radu       |       |     |
| FC            | 24 | Deniz Giafer      |       |     |
| FC            | 27 | Ricardo Grigore   |       |     |
| FS            | 75 | Costin Amzar      |       |     |
| MC            | 8  | Cătălin Itu       | 25'   | 78' |
| MC            | 5  | Alexandru Răuță   | 61'   |     |
| MC            | 7  | Steliano Filip    | 37'   |     |
| ED            | 10 | Cosmin Matei      | 45+2' | 46' |
| AC            | 9  | Gabriel Torje (c) |       |     |
| ES            | 22 | Deian Sorescu     | 54'   |     |
| Rezerve:      |    |                   |       |     |
| P             | 91 | Plamen Iliev      |       |     |
| F             | 6  | Marco Ehmann      |       |     |
| F             | 35 | Răzvan Popa       |       |     |
| M             | 38 | Andrei Bani       |       |     |
| M             | 28 | Valentin Borcea   |       |     |
| M             | 32 | Geani Crețu       |       | 78' |
| M             | 15 | Claudiu Stan      |       |     |
| A             | 99 | Robert Moldoveanu |       |     |
| A             | 44 | Mirko Ivanovski   |       | 46' |
| Antrenor:     |    |                   |       |     |
| Dario Bonetti |    |                   |       |     |

| Oficialii meciului - Arbitrii asistenți: - Ovidiu Artene - Alexandru Cerei - Al patrulea oficial: - Viorel Nicușor Flueran | Regulile meciului - 90 de minute - Fără prelungiri după timpul regulamentar sau penaltiuri - Nouă rezerve numite, dintre care pot fi folosite doar cinci în trei oportunități de oprire a jocului |

### Statistici
| Statistica                          | FCSB  | Dinamo București |
| ----------------------------------- | ----- | ---------------- |
| Goluri marcate                      | 6     | 0                |
| Posesie                             | 63%   | 37%              |
| Șuturi pe poartă                    | 9     | 2                |
| Șuturi blocate                      | 0     | 1                |
| Reușita paselor                     | 86.9% | 74.3%            |
| Cornere                             | 5     | 3                |
| Faulturi                            | 15    | 18               |
| Deposedări                          | 17    | 21               |
| Ofsaiduri                           | 0     | 1                |
| Cartonașe galbene                   | 3     | 4                |
| Cartonașe roșii                     | 0     | 1                |
| Sursa: Liga Profesionistă de Fotbal |       |                  |

## Urmări

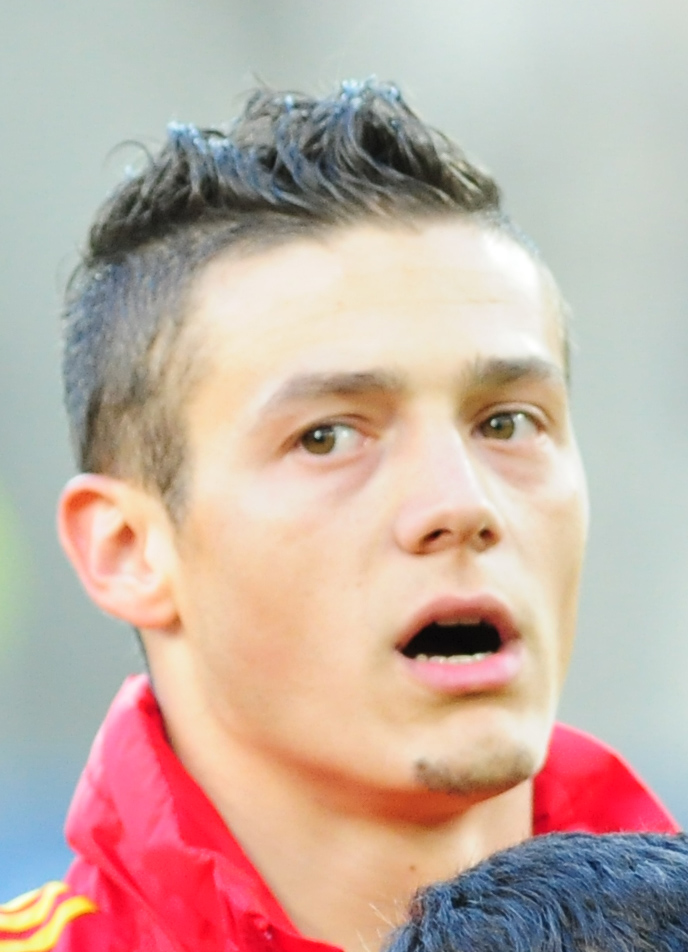
Căpitanul lui Dinamo, Gabriel Torje, a declarat că „echipa nu va retrograda și se va bate pentru play-off”.

Vorbind pentru Telekom Sport după meci, Dario Bonetti a descris rezultatul ca fiind „umilitor”, însă a afirmat că „totul s-a terminat la eliminarea” lui Steliano Filip din minutul 37. Gabriel Torje, căpitanul câinilor, a declarat că „nu este acesta nivelul lui Dinamo” și și-a cerut scuze suporterilor „care au venit în număr foarte mare”. Iordănescu a fost rezervat după meci, spunând că „punctele sunt ale echipei, rezultatul este al suporterilor”.
A doua zi după meci, Bonetti a plecat în Italia, Iuliu Mureșan, președintele lui Dinamo, spunând că va reveni curând la echipă. Câteva zile mai târziu, acesta a fost demis.